# Euploea eupator
Euploea eupator (tên tiếng Anh: Sulawesi Pied Crow) là một loài bướm giáp thuộc phân họ Danainae. Đây là loài đặc hữu của Indonesia.

## Hình ảnh

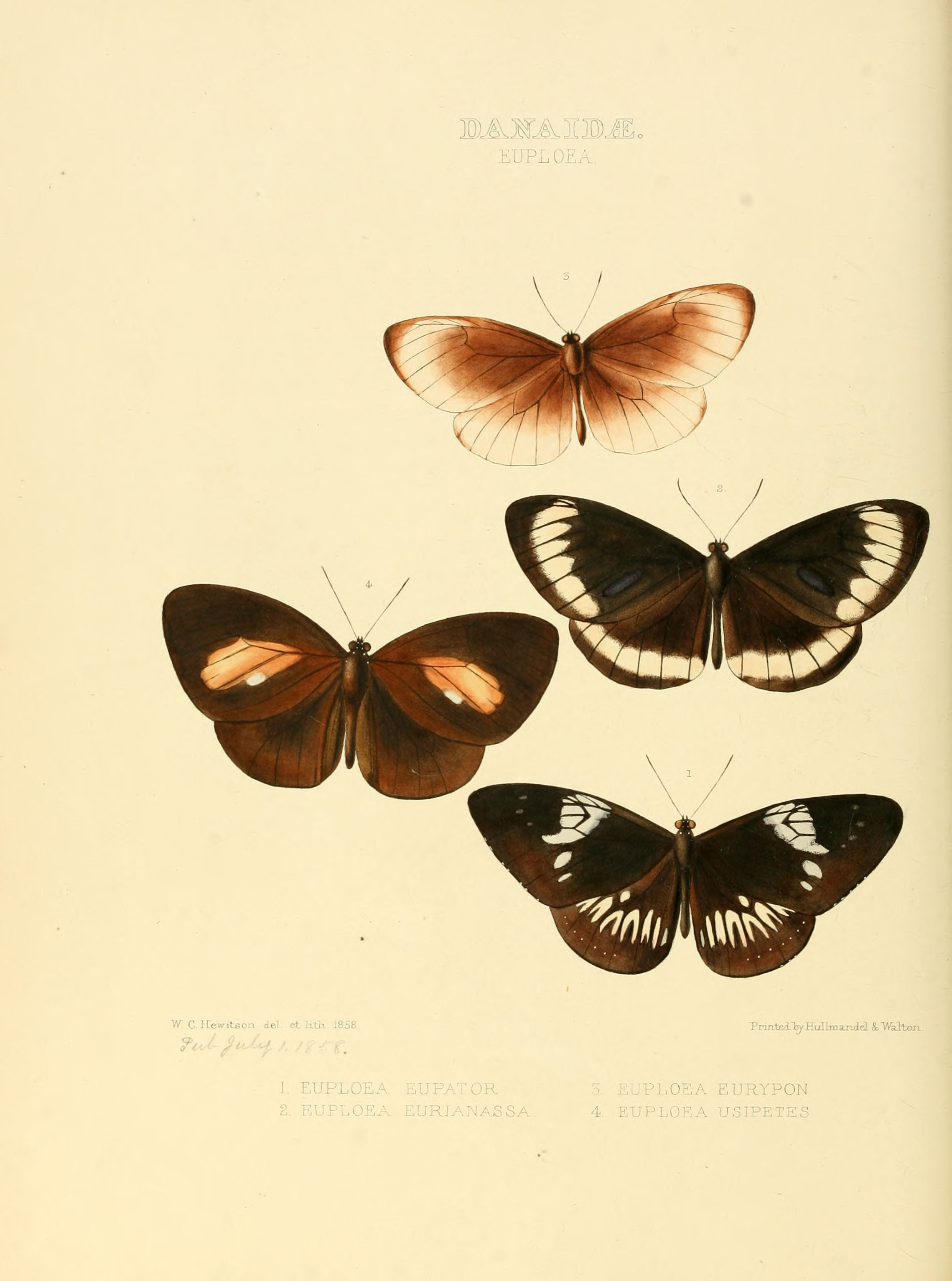